# Pièce de monnaie
Une pièce de monnaie est un morceau de matériau solide, habituellement un métal ou un métalloïde, ayant souvent la forme d’un disque, et la plupart du temps produite sous le contrôle d'un gouvernement.
Elle fait partie de la masse monétaire, sert d'appoint lors d'un achat et est la partie divisionnaire d'une devise.

## Histoire

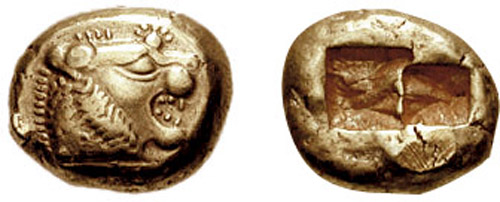
Statère en électrum du royaume de Lydie, début du, produite par le système de la frappe au marteau.

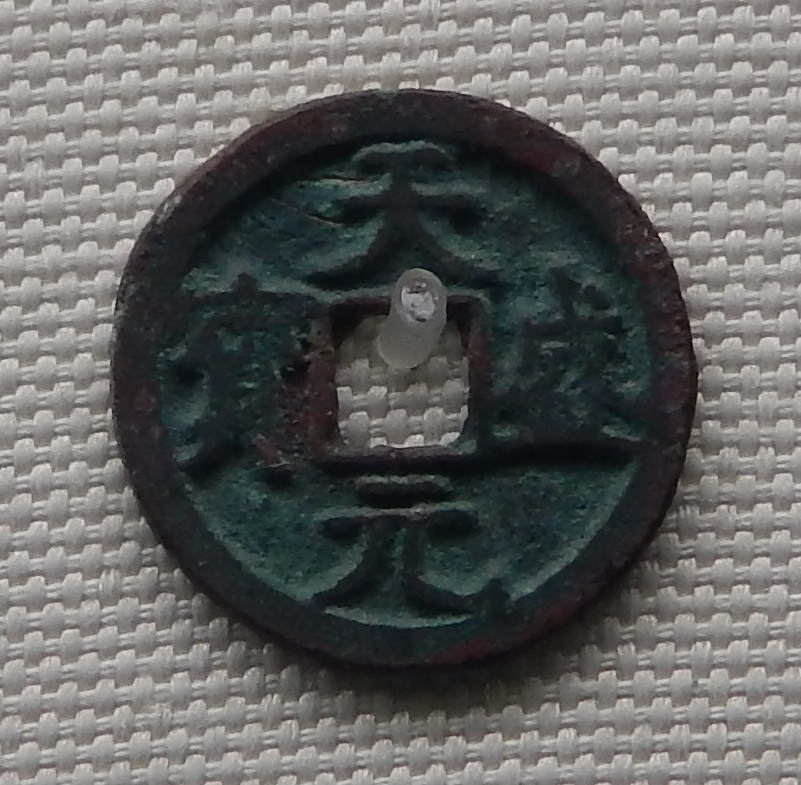
Sapèque des Xia occidentaux (1032-1227) produite par moulage.

Les études historiques s'accordent à faire naître la pièce de monnaie en Anatolie dans l'ouest de l'Asie Mineure au milieu du VIe siècle av. J.-C. Hérodote raconte en effet l'histoire selon laquelle la monnaie est une invention de Crésus, roi de Lydie dont la capitale, Sardes, est traversée par le fleuve Pactole qui charrie naturellement de l'électrum, alliage naturel de couleur ambrée (en moyenne 75 % d'or avec 25 % d'argent et de cuivre). Les archéologues ont ainsi retrouvé des pièces émises par le roi Crésus ou son père Alyatte II au milieu du VIe siècle av. J.-C. : les créséides (ou « statères créséens » plus pures et légères) en électrum ont un protomé de lion à l'avers, et au revers la marque du poinçon, dans le système sexagésimal mésopotamien. Cependant, les découvertes archéologiques font apparaître les premières pièces de monnaie « privée » en électrum au VIIe siècle av. J.-C., vers 630 : elles sont frappées aussi bien en Lydie qu'en Ionie dans les cités côtières marchandes (Milet, Éphèse, Phocée). Le premier monnayage connu sur le territoire français est le trésor d'Auriol constitué de pièces de monnaie en argent et anépigraphes émises à Massalia vers 500 av. J.-C.
Les historiens créditent néanmoins Crésus, dernier roi de Lydie, l'innovation d'avoir frappé des monnaies d’or et d’argent à relation fixe (bimétallisme en alliage artificiel) afin de remplacer l’électrum car cet alliage contenait un pourcentage d’or ou d’argent trop fluctuant. La mise au jour près du fleuve Pactole d'installations permettant d'obtenir par coupellation, de l'or ou de l'argent purifiés à partir des pépites d'or blanc locales, est importante à cet égard. L'usage de ces monnaies grecques antiques qui ne sont pas rondes et plates, mais ovoïdes, avec un renflement au milieu, se répand aussi bien dans le monde hellénistique (en Grèce européenne où l'on frappe des pièces de monnaie vers 600 à Égine, peu après 600 à Athènes, vers 550 en Grande-Grèce, c'est-à-dire en Italie du Sud) que chez les Perses achéménides où le roi de Perse Darius émet vers 515 des dariques et des sicles. L'invention atteint Marseille au IVe siècle av. J.-C. Avec les Lydiens émerge l'idée promise à une longue prospérité d'un monopole d'État de la monnaie en métal noble et donc de la production des mines antiques.
En Chine, les premières pièces de forme ronde et trouées en leur centre, coulées à partir entre autres de cuivre, apparaissent entre le Ve siècle av. J.-C. et le IVe siècle av. J.-C., durant la période des Royaumes combattants. Le même phénomène se produit en Inde, avec cette fois des pièces en argent, unifaces, et de formes irrégulières, influencées par les types Achéménides.
Philippe II de Macédoine fait frapper des statères d'or et tétradrachmes d'argent dont la particularité est qu'elles continuent à être émises après sa mort. Son fils Alexandre le Grand émet cependant des pièces en son nom en si grande quantité que ce numéraire occupe définitivement une place dominante dans le commerce international.
Les premières frappes monétaires attestées en Gaule ont lieu au IIIe siècle av. J.-C. dans la vallée de la Moselle où des découvertes archéologiques ont mis au jour des pièces imitant, assez servilement au départ, les statères d'or de Philippe II de Macédoine.
Les premières monnaies romaines sont des as en bronze. Les échanges avec les Grecs favorisent le développement des pièces en or et en argent qui subissent une continuelle dépréciation (en) au cours de l'histoire. Le denier (du latin denarius, dizaine d'as) apparu vers le IIe siècle av. J.-C., survit à la chute de l'Empire romain. Il continue à être utilisé à l'époque médiévale, les frappes des seigneurs féodaux multipliant les deniers par leur forme et leurs compositions en métaux (initialement en argent puis principalement en cuivre, ces seigneurs fixent leur valeur selon ces compositions et interdisent, sur leur domaine, la circulation des monnaies étrangères) et jusqu'à la Révolution française dans le cadre du système monétaire livre-sou-denier usité sous l'Ancien Régime.
La mise en circulation de métaux précieux issus des trésors laïcs ou ecclésiastiques et l'excédent du commerce italien permet au XIIIe siècle la frappe de nouvelles pièces supérieures par leur poids et leur titre aux deniers post-carolingiens : gros, tari d'or en 1231 (cette monnaie voit le retour de l'or dans les frappes d'Europe occidentale, avec l'empereur des Romains Frédéric de Hohenstaufen qui en fait la monnaie officielle de l'Empire), florins d'or en 1252, écus d'or de Saint Louis en 1270, ducat d'or (appelé aussi sequin) en 1282. 
Le premier franc d'or (valant vingt sous, c'est-à-dire une livre) est frappé à Compiègne le 5 décembre 1360, pour aider à payer la rançon du roi Jean II, capturé par les Anglais le 19 septembre 1356 à la bataille de Poitiers. Le franc devient l’unité monétaire unique de la France entre le 7 avril 1795 et le 31 décembre 1998.
Les premiers testons fabriqués en 1450 à Milan par les Sforza rétablissent l'usage initié par la Rome antique de faire figurer le portrait du souverain sur la monnaie.
Les variations de la masse de métaux précieux utilisée au gré des échanges internationaux, en particulier des importations d'épices et d'étoffes en Europe, expliquent les nombreux atermoiements monétaires. L'effet de ces transactions sur les stocks disponibles d'or et d'argent est à l'origine des différentes réformes monétaires, qui modifient le cours de l'argent par rapport à l'or. Face aux systèmes monétaires distincts élaborés par Gênes, Venise ou Florence, le recours généralisé au XVe siècle au thaler en argent, de taille et de masse constante permet de limiter les opérations de conversion et donc de faciliter les échanges. Le thaler est l'unité monétaire des pays germaniques jusqu'au XIXe siècle et est considéré comme l'ancêtre du dollar américain. Parallèlement, la Maison de la monnaie du Mexique (es) est établie le 11 mai 1535 par ordre du roi espagnol à la suite de la colonisation espagnole des Amériques. Ouvrant dès avril 1536, cet Hôtel des Monnaies a le droit de frapper des réaux d'argent qui deviennent la base du système monétaire de l'Empire colonial espagnol. Louis XIII fait battre en 1640 le Louis d'or afin de rivaliser avec ces monnaies.
Les premières monnaies de siège attestées apparaissent au siège de Pavie en 1524. Les monnaies d'appoint sont fournies, chez les Grecs et les Romains comme dans nos sociétés modernes, par des pièces fortement alliées de cuivre : l'alliage de cuivre rouge (telle la monnaie de billon), en raison de ses propriétés indispensables pour des objets soumis en permanence à la manipulation : malléabilité, résistance aux chocs, à l’usure et à la corrosion (seul l'or a une meilleure résistance à la corrosion). Cet alliage est souvent mêlé à un peu d'étain, de zinc et surtout de nickel pour leurs propriétés d'anti-corrosion, de ductilité et d'antifouling.

## Époque contemporaine
De nos jours, les pièces de monnaie et les billets de banque sont à la base de tout système économique moderne. Les pièces conçues pour la circulation valent habituellement peu d’argent et les billets en valent plus. Ainsi, dans la majorité des systèmes économiques modernes, la pièce de monnaie ayant la plus haute valeur a moins de valeur que le billet de banque ayant la plus petite valeur. La valeur monétaire représentée par les pièces de monnaie est habituellement plus haute que le coût du métal utilisé pour les produire, mais cela ne s’applique généralement pas aux pièces historiques qui étaient alors fabriquées à l’aide de métaux précieux. 
Des exceptions à la règle de valeur représentée étant plus haute que les valeurs réelles de la pièce existent aussi dans certaines pièces précieuses faites d’argent ou d’or (et rarement d’autres métaux comme le platine et le palladium) produites pour les collectionneurs ou pour les investisseurs dans le métal précieux. Par exemple, les États-Unis produisent l’Aigle d'or américain, le Canada produit la Feuille d’Érable d’Or Canadienne et l’Afrique du Sud produit le Krugerrand. L’Aigle d’Or Américain a une valeur nominale de 50 $ US. Les pièces de la Feuille d’Érable d’Or Canadienne a aussi une valeur nominale, qui n’est que purement symbolique ; mais le Krugerrand n’en a pas.

## Techniques de production
Autrefois les monnaies étaient soit coulées — 240 millions de pièces furent ainsi produites en Chine avant notre ère — soit frappées par le marteau, tantôt à froid, tantôt à chaud, et il en a été ainsi jusqu'à la seconde moitié du XVIe siècle. Après avoir fait subir aux matières d'or et d'argent l'alliage légal, on les fondait et on les coulait en lames, qui étaient ensuite recuites pour être étendues sur l'enclume. Quand les lames avaient à peu près l'épaisseur des espèces à fabriquer, on les coupait en morceaux à peu près de la grandeur des espèces, ce qu'on appelait couper quarreaux.
Les quarreaux réduits au volume des espèces prenaient le nom de flans. Pour marquer l'empreinte légale sur les deux côtés du flaon, on se servait de deux poinçons appelés coins ou quarrés. L'un était la pile, c'est celui sur lequel était gravé l'écusson ; l'autre, qui portait la croix ou l'effigie du roi, s'appelait le trousseau. Le flaon étant posé sur la pile, on mettait le trousseau sur le flaon : d'une main on pressait la pièce entre la pile et le trousseau, de l'autre on donnait trois ou quatre coups de maillet de fer sur le trousseau, et ainsi le flaon se trouvait monnayé des deux côtés. Ce terme de pile venait de ce que la pile est frappée, pilée sous le trousseau, et celui de trousseau, de ce qu'on tenait et troussait ce coin de la main.

## Valeur
La valeur d'une pièce ayant cours est concrètement celle indiquée sur le revers. Cette valeur peut être garantie par sa composition si elle est faite de métal précieux. Sinon, elle est garantie par l'organisme qui l'émet, généralement un État souverain.
Les pièces de monnaie peuvent avoir une autre valeur si elles n'ont plus cours ou si elles sont rares. C'est alors une valeur numismatique qui dépend de la rareté, du contexte historique, de la qualité de réalisation et de conservation ainsi que de sa popularité parmi les collectionneurs.

## Composition
Une pièce monométallique est constituée d'un seul métal ou alliage, et en une seule partie. Une pièce bimétallique est composée de deux métaux différents non mélangés formant l'insert, la partie interne et la couronne.
Le listel est la bordure en relief sur tout le contour de la pièce, servant à la protéger contre l'usure par frottement.
L'avers (appelé aussi « droit » ou « face ») est le côté d'une monnaie portant l'effigie, la représentation du gouvernement émetteur ou le motif principal (monogramme, armoiries…). Le revers (appelé aussi « pile ») est le côté opposé qui porte généralement la valeur faciale et son unité monétaire.